# Petljakov Pe-8
Petljakov Pe-8 (před rokem 1941 označovaný TB-7) byl sovětský čtyřmotorový bombardér vzniklý v období před druhou světovou válkou. Měl se stát nejdůležitějším těžkým bombardovacím letounem ve výzbroji Sovětského letectva. Postaveno však bylo pouze 93 kusů, a to jak z důvodu preference taktických operací, tak z prostého důvodu nedostatku duralu a motorů pro tento typ letadla.

## Vývoj
Těžký bombardovací letoun Pe-8 vyvinula v roce 1935 pod původním civilním označením ANT-42, vojenským TB-7, konstruktérská skupina v CAGI A. N. Tupoleva pod vedením V. M. Petljakova. První let se konal 27. prosince téhož roku ještě bez kompresorové jednotky ACN-2, s ní byl poprvé zalétán 11. srpna 1937. Prototyp byl poháněn čtveřicí motorů M-105 o výkonu 810 kW.
Druhý kus následoval v červenci 1938 s motory AM-34FRNV. Jednalo se o celokovový středoplošník, jehož osádka činila osm osob. K obraně letounu sloužily čtyři dvojkulomety ve stanovištích na přídi, zádi, na hřbetě trupu a pod trupem. Pro bombometčíka byla zkonstruována vystupující zasklená kabinka pod přídí.
V té době byl pro zdokonalení obrany rozšířen počet střelišť, takže počet členů osádky vzrostl na deset. V závěru roku 1939 byly ukončeny státní zkoušky TB-7 a stroje byly zavedeny do výroby.
První výrobní série měla instalované čtyři dvanáctiválcové vidlicové pohonné jednotky Mikulin AM-35A o výkonu 994 kW, druhá výrobní série již měla zabudované čtyři vidlicové dvanáctiválcové dieselové motory Čaromskij AČ-30B.
Do výzbroje byl zaveden roku 1941, kdy již byl nově označen Pe-8. Od roku 1943 byly u třetí výrobní série používány čtrnáctiválcové dvouhvězdicové motory AŠ-82FN o výkonu 1850 k, přičemž se zvýšila rychlost na 450 km/h a dolet na 6 000 km. Výroba letadel byla ukončena roku 1944.

## Bojové užití
Prvně byla letouny Pe-8 vyzbrojena 81. divize dálkového letectva, která s nimi napadala válečně důležité cíle ve Východním Prusku, v jihovýchodní Evropě i v samotném Německu. Stroje Pe-8 bombardovaly např. v noci z 11. na 12. srpna 1941 Berlín, následně pak Královec (Königsberg, nynější Kaliningrad), Budapešť, Štětín, či Gdaňsk. Po válce sloužila letadla Pe-8 k zásobování polárních výzkumných stanic a jako nosiče při zkoušení proudových letadel.

## Specifikace (Pe-8 s motory AM-35A)

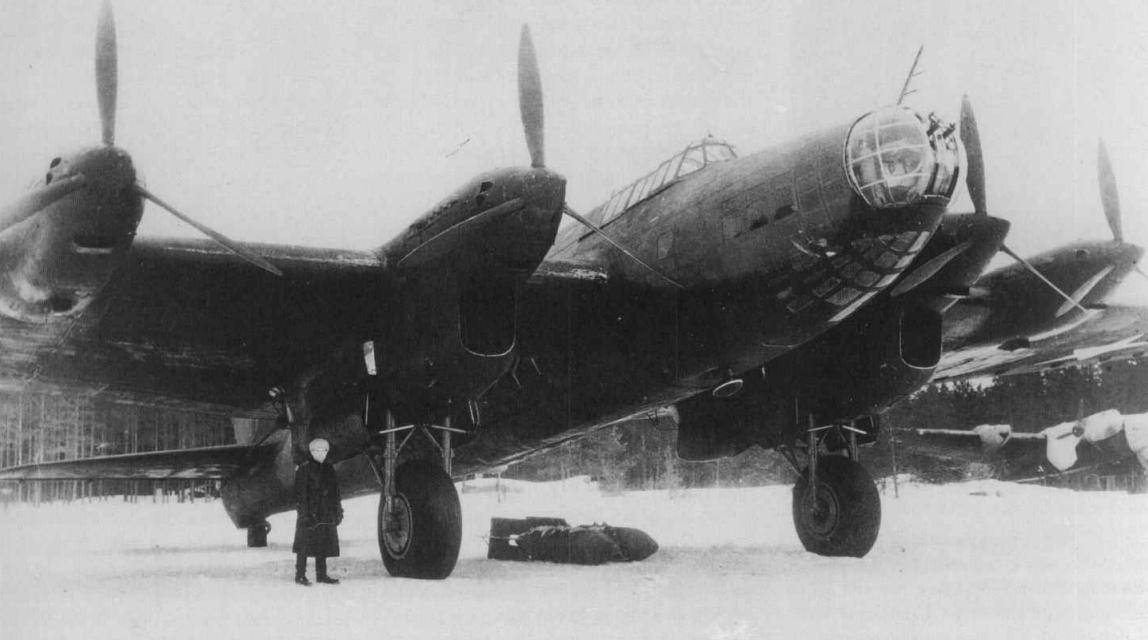
Pe-8 s motory AM-35A, letiště Kratovo

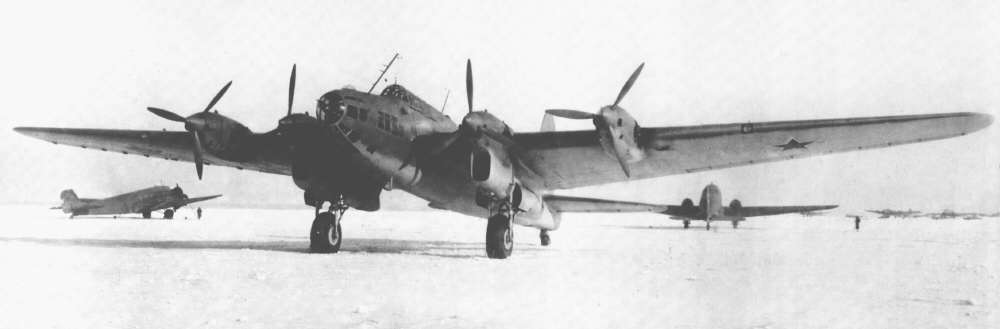
Petljakov Pe-8

### Technické údaje
- Rozpětí: 39,10 m
- Délka: 23,59 m
- Výška: 6,1 m
- Nosná plocha: 188,68 m²
- Hmotnost prázdného letounu: 16 000 kg
- Vzletová hmotnost: 27 000 kg
- Pohonná jednotka: 4 × dvanáctiválcový vidlicový motor Mikulin AM-35A
- Výkon pohonné jednotky: 4 × 999 kW

### Výkony
- Maximální rychlost: 441 km/h
- Počáteční stoupavost: 260 m/min
- Dostup: 9 300 m
- Dolet: 4 700 km

### Výzbroj
- 2 × letecký kanón ŠVAK ráže 20 mm
- 2 × kulomet UBT ráže 12,7 mm
- 2 × kulomet ŠKAS ráže 7,62 mm
- 4–5 000 kg pum v trupové pumovnici